# Mistrzostwa Świata w Łyżwiarstwie Szybkim w Wieloboju 2015
109. Mistrzostwa Świata w Łyżwiarstwie Szybkim w Wieloboju – zawody w łyżwiarstwie szybkim, które odbyły się w kanadyjskim Calgary w dniach 7–8 marca 2015 roku. Panie (rywalizowały na mistrzostwach po raz 73.) startowały na dystansach: 500 m, 1500 m, 3000 m, 5000 m, a panowie na dystansach: 500 m, 1500 m, 5000 m, 10 000 m. O miejscu w klasyfikacji końcowej zadecydowała liczba punktów uzyskana w czterech biegach. Zwycięzcą zostawał zawodnik, który uzyskał najmniejszą sumę punktów.
Tytułów mistrzowskich bronili: Holenderka Ireen Wüst oraz jej rodak – Koen Verweij. Wüst zajęła tym razem drugie miejsce, a Verweij po potknięciu w biegu na 500 metrów wycofał się z rywalizacji.

## Wyniki

### Kobiety
- DNS – nie wystartowała, NC – nie zakwalifikowała się

| Pozycja | Zawodniczka        | 500 m      | 1500 m       | 3000 m       | 5000 m      | Suma pkt. |
| ------- | ------------------ | ---------- | ------------ | ------------ | ----------- | --------- |
| 01 !    | Martina Sáblíková  | 39,23 (10) | 3:55,10 (1)  | 1:54,55 (5)  | 6:51,21 (1) | 157,717   |
| 02 !    | Ireen Wüst         | 38,73 (3)  | 4:00,34 (2)  | 1:54,28 (3)  | 7:03,99 (3) | 159,278   |
| 03 !    | Ida Njåtun         | 39,01 (6)  | 4:04,89 (8)  | 1:52,71 (1)  | 7:04,00 (4) | 159,795   |
| 4.      | Heather Richardson | 37,11 (1)  | 4:05,00 (9)  | 1:54,23 (2)  | 7:20,27 (7) | 160,046   |
| 5.      | Linda de Vries     | 39,26 (13) | 4:02,41 (3)  | 1:55,57 (6)  | 7:03,43 (2) | 160,527   |
| 6.      | Ivanie Blondin     | 38,93 (4)  | 4:04,03 (6)  | 1:56,85 (12) | 7:06,99 (5) | 161,250   |
| 7.      | Marije Joling      | 39,24 (11) | 4:02,85 (4)  | 1:58,86 (16) | 7:08,80 (6) | 162,215   |
| 8.      | Kali Christ        | 38,67 (2)  | 4:06,99 (11) | 1:54,44 (4)  | 7:24,10 (8) | 162,391   |
| 9.      | Nana Takagi        | 39,18 (8)  | 4:07,60 (13) | 1:56,46 (9)  | –           | 119,266   |
| 10.     | Claudia Pechstein  | 40,00 (17) | 4:02,93 (5)  | 1:56,35 (8)  | –           | 119,271   |

### Mężczyźni
- DNS – nie wystartował, NC – nie zakwalifikował się

| Pozycja | Zawodnik              | 500 m      | 5000 m       | 1500 m       | 10 000 m     | Suma pkt. |
| ------- | --------------------- | ---------- | ------------ | ------------ | ------------ | --------- |
| 01 !    | Sven Kramer           | 36,20 (10) | 6:07,49 (1)  | 1:44,18 (3)  | 12:56,69 (1) | 146,509   |
| 02 !    | Dienis Juskow         | 35,64 (2)  | 6:13,64 (3)  | 1:42,92 (1)  | 13:12,49 (5) | 146,934   |
| 03 !    | Sverre Lunde Pedersen | 35,87 (4)  | 6:11,77 (2)  | 1:43,99 (2)  | 13:09,45 (4) | 147,182   |
| 4.      | Bart Swings           | 36,70 (21) | 6:15,42 (5)  | 1:44,18 (3)  | 13:06,62 (3) | 148,299   |
| 5.      | Alexis Contin         | 36,57 (15) | 6:15,02 (4)  | 1:46,28 (12) | 13:04,80 (2) | 148,738   |
| 6.      | Douwe de Vries        | 36,63 (20) | 6:17,81 (7)  | 1:46,79 (14) | 13:17,64 (6) | 149,889   |
| 7.      | Denny Morrison        | 34,98 (1)  | 6:25,01 (11) | 1:44,35 (5)  | 13:54,90 (8) | 150,009   |
| 8.      | Konrad Niedźwiedzki   | 35,93 (6)  | 6:25,09 (12) | 1:45,27 (7)  | 13:42,86 (7) | 150,672   |
| 9.      | Zbigniew Bródka       | 35,78 (3)  | 6:27,79 (16) | 1:44,98 (6)  | –            | 109,552   |
| 10.     | Haralds Silovs        | 36,20 (10) | 6:25,22 (13) | 1:45,71 (8)  | –            | 109,958   |